# خطة كمبرلي

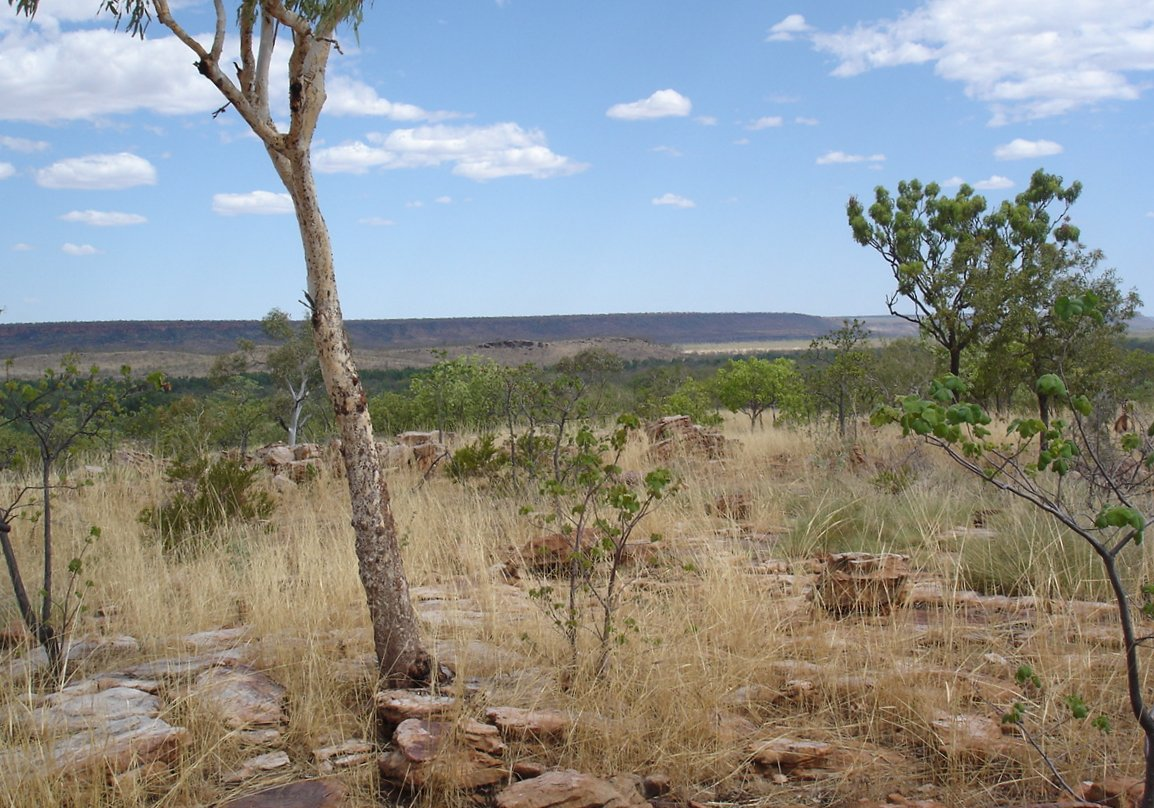
منظر طبيعي شبه صحراوي في مقاطعة كيمبرلي

خطة كمبرلي كان مقترح تقدمت به جماعة بقيادة إسحاق نخمن شتاينبر، لتوطين اللاجئون اليهود من أوروبا قبل وأثناء حملات الإبادة الجماعية التي نفذتها ألمانيا النازية. وسميت كذلك نسبة لمنطقة كمبرلي في غرب أستراليا التي كان ينتوى شراء 28 ألف كيلومتر مربع من الأرض الزراعية لتأوي 75 ألف يهودي فار من أوروبا. وقد شرع بالفعل في بدأ الخطة فوصل في بيرث سنة 1940م وحاز على درجة ما من التأييد، ولكن حالت دون تنفيذها معارضة الرأي العام. فقد أشار استبيان آراء إلى اعتراض نحو نصف الأستراليين على تلك الخطة، وكانت الحجة الأساسية خشيتهم أن المستوطنين حتما سيتركون كمبرلي مهاجرين إلى مدن أستراليا بأعداد كبيرة. وقد قام رئيس وزراء أستراليا جون كرتن بإبلاغ شتاينبرغ بأن حكومة أستراليا لن «تعدل عن سياستها المستقرة بخصوص توطين الأجانب في أستراليا» وأنها «لا تستطيع النظر في قبول مقترح لمستوطنة جماعية حصرية من النوع التي تتطلع إليه الجماعة».